# Lemka
Lemka est une commune rurale située dans le département de Nako de la province du Poni dans la région Sud-Ouest au Burkina Faso.

## Démographie
| 2003 | 2006 | 2018  |
| ---- | ---- | ----- |
| -    | 822  | 2 225 |

## Santé et éducation
Le centre de soins le plus proche de Lemka est le centre de santé et de promotion sociale (CSPS) de Nako tandis que le centre hospitalier régional (CHR) de la province se trouve à Gaoua. En 2019, un financement soutenu par la Croix-Rouge monégasque permet la réalisation d'un forage pour l'accès à l'eau potable dans un village qui a connu une forte expansion démographique récente.